# Gotthold Brendle
Gotthold Brendle (* 4. April 1892 in Stuttgart; † 3. September 1963 in Hayingen) war ein deutscher Politiker (CDU).
Nach seinem Jurastudium u. a. an der Universität Tübingen legte er 1915 die erste und 1920/21 die zweite Staatsprüfung für den höheren Justizdienst ab. Nach einer kurzen Tätigkeit als Hilfstaatsanwalt in Schwäbisch Hall trat er im Mai 1921 in die württembergische Innenverwaltung ein und war zunächst Amtmann bei Oberamt Göppingen. 1925 wechselte er als Regierungsrat zum Landesgewerbeamt. 1928 wurde er mit kommissarisch mit der Leitung des Arbeitsamtes Reutlingen betraut und wurde 1929 als Oberregierungsrat in der Reichsarbeitsverwaltung Leiter des Arbeitsamtes Reutlingen.
Ab 1932 war er Mitglied des Aufsichtsrats, später Aufsichtsratsvorsitzender der Firma Deutsche Gelatine-Fabriken AG, deren Werk u. a. in Göppingen von seinem Schwiegervater Paul Koepff und dessen Bruder Heinrich begründet worden war. Bis 1961 war er in der Leitung dieses Unternehmens tätig.
Am 31. Mai 1946 wurde er vom Kreistag zum Landrat im Landkreis Göppingen gewählt, bezog aber während seiner Amtszeit als Landrat keinerlei Bezüge. Im Mai 1948 schied er nach Auseinandersetzungen mit den amerikanischen Besatzungsmächten aus dem Amt und kehrte in die Leitung des Unternehmens zurück.
1945 zählte Brendle zu den Mitbegründern der CDU im Landkreis Göppingen und war lange Zeit CDU-Kreisvorsitzender. 1946 war er Mitglied der Verfassunggebenden Landesversammlung in Württemberg-Baden und vertrat als Abgeordneter den Wahlkreis Göppingen im 1. und 2. Landtag von Württemberg-Baden.
Brendle war verheiratet und hatte zwei Töchter und einen Sohn. Bis zu seinem Tode lebte er in Stuttgart und Hayingen.